# Campionato europeo di Formula 2 1975
La stagione 1975 della Campionato europeo di Formula 2 fu disputata su 14 gare. Il campionato venne vinto dal pilota francese Jacques Laffite su Martini Mk 16-BMW.

## La pre-stagione

### Calendario
| Gara | Nome                                                        | Circuito                | Giri  | Lunghezza             | Data         | Note                                                                          |
| ---- | ----------------------------------------------------------- | ----------------------- | ----- | --------------------- | ------------ | ----------------------------------------------------------------------------- |
| 1    | Gran Premio dell'Estoril                                    | Autódromo do Estoril    | 50    | 50x4,35=217,50 km     | 9 marzo      |                                                                               |
| 2    | BARC 200 Jochen Rindt Memorial Trophy Wella European Trophy | Circuito di Thruxton    | 30+30 | 60x3,792=227,52 km    | 31 marzo     | Gara corsa su due manche di 30 giri ciascuna, classifica per somma di tempi.  |
| 3    | Deutschland Trophäe Jim Clark Gedächtnisrennen              | Hockenheimring          | 20+20 | 40x6,789=271,56 km    | 13 aprile    | Gara corsa su due manche di 20 giri ciascuna, classifica per somma di tempi.  |
| 4    | ADAC-Eiffelrennen Preis von Radio-Tele-Luxemburg            | Nürburgring             | 7+7   | 14x22,835=319,69 km   | 26/27 aprile | Gara corsa su due manche di 7 giri ciascuna, classifica per somma di tempi.   |
| 5    | Gran Premio di Pau                                          | Circuito di Pau         | 73    | 73x2,76=201,48 km     | 11 maggio    |                                                                               |
| 6    | Rhein-Pokalrennen                                           | Hockenheimring          | 20+20 | 40x6,789=271,56 km    | 8 giugno     | Gara corsa su due manche di 20 giri ciascuna, classifica per somma di tempi.  |
| 7    | Gran Premio del Festival di Salisburgo                      | Salzburgring            | 55    | 55x4,238=233,09 km    | 15 giugno    |                                                                               |
| 8    | Gran Premio di Rouen                                        | Circuito di Rouen       | 40    | 40x5,543=221,72 km    | 29 giugno    |                                                                               |
| 9    | Gran Premio del Mugello                                     | Circuito del Mugello    | 25+25 | 50x5,245=262,25 km    | 13 luglio    | Gara corsa su due manche di 25 giri ciascuna, classifica per somma di tempi.  |
| 10   | Gran Premio del Mediterraneo                                | Autodromo di Pergusa    | 25+25 | 50x4,95=297,0 km      | 27 luglio    | Gara corsa su due manche da 25 giri ciascuna, classifica per somma di tempi.  |
| 11   | BRDC International Trophy F2                                | Circuito di Silverstone | 50    | 50x4,719=235,95 km km | 31 agosto    |                                                                               |
| 12   | Gran Premio dell'Avvenire                                   | Circuito di Zolder      | 24+24 | 48x4,262=204,576 km   | 14 settembre | Gara corsa su due manche di 24 giri ciascuna, classifica per somma dei tempi. |
| 13   | Gran Premio di Nogaro                                       | Circuito di Nogaro      | 65    | 65x3,12=202,80 km     | 28 settembre |                                                                               |
| 14   | Gran Premio di Roma                                         | Autodromo Vallelunga    | 35+35 | 70x3,2=224,0 km       | 12 ottobre   | Gara corsa su due manche di 35 giri ciascuna, classifica per somma dei tempi. |

## Risultati e classifiche

### Risultati
| Gara | Circuito    | Tempo               | Velocità                  | Pole position                      | GPV                                   | Vincitore                          | Vettura               |
| ---- | ----------- | ------------------- | ------------------------- | ---------------------------------- | ------------------------------------- | ---------------------------------- | --------------------- |
| 1    | Estoril     | 1'33:05.83          | 140.176 km/h              | Jacques Laffite                    | Giorgio Francia                       | Jacques Laffite                    | Martini-BMW           |
| 2    | Thruxton    | 1'13:07.8           | 186.670 km/h              | Vittorio Brambilla Jacques Laffite | Jacques Laffite Brian Henton          | Jacques Laffite                    | Martini-BMW           |
| 3    | Hockenheim  | 1'22:57.9           | 196.391 km/h              | Patrick Tambay                     | Jacques Laffite                       | Gérard Larrousse                   | Elf-Alpine-BMW        |
| 4    | Nürburgring | 1'46:24.2           | 180.271 km/h              | Jacques Laffite                    | Hans-Joachim Stuck                    | Jacques Laffite                    | Martini-BMW           |
| 5    | Pau         | 1'32:10.70          | 131.146 km/h              | Jacques Laffite                    | Jacques Laffite                       | Jacques Laffite                    | Martini-BMW           |
| 6    | Hockenheim  | 1'22:51.2           | 196.656 km/h              | Jacques Laffite                    | Jacques Laffite Jean-Pierre Jabouille | Jacques Laffite                    | Martini-BMW           |
| 7    | Salisburgo  | 1'06:23.48          | 210.651 km/h              | Michel Leclère                     | Jean-Pierre Jabouille                 | Jean-Pierre Jabouille              | Elf-Jabouille-BMW     |
| 8    | Rouen       | 1'13:30.48          | 180.976 km/h              | Jean-Pierre Jabouille              | Jean-Pierre Jaussaud                  | Michel Leclère                     | March-BMW             |
| 9    | Mugello     | 1'34:26.2           | 166.620 km/h              | Duilio Truffo                      | Duilio Truffo                         | Maurizio Flammini                  | March-BMW             |
| 10   | Pergusa     | 1'39:58.3           | 178.251 km/h              | Patrick Tambay                     | Michel Leclère                        | Jacques Laffite                    | Martini-BMW           |
| 11   | Silverstone | 1'11:05.56          | 199.134 km/h              | Michel Leclère                     | Jean-Pierre Jabouille                 | Michel Leclère                     | March-BMW             |
| 12   | Zolder      | 1'12:46.82          | 168.652 km/h              | Jacques Laffite                    | Gérard Larrousse                      | Michel Leclère                     | March-BMW             |
| 13   | Nogaro      | 1'20:44.08          | 150.716 km/h              | Patrick Tambay                     | Jean-Pierre Jabouille                 | Patrick Tambay                     | March-BMW             |
| 14   | Vallelunga  | 1'26:08.7 1'26:48.0 | 156.016 km/h 154.839 km/h | Michel Leclère                     | Jacques Laffite                       | Vittorio Brambilla Jacques Laffite | March-BMW Martini-BMW |

### Classifica Piloti
| Punti | 9 | 6 | 4 | 3 | 2 | 1 |

Contano i 7 migliori risultati.
| Posizione            | Nome                     | Paese       | Team                     | Telaio        | Motore   | Portogallo (bandiera) | Regno Unito (bandiera) | Germania (bandiera) | Germania (bandiera) | Francia (bandiera) | Germania (bandiera) | Austria (bandiera) | Francia (bandiera) | Italia (bandiera) | Italia (bandiera) | Regno Unito (bandiera) | Belgio (bandiera) | Francia (bandiera) | Italia (bandiera) | Punti Totali |
| -------------------- | ------------------------ | ----------- | ------------------------ | ------------- | -------- | --------------------- | ---------------------- | ------------------- | ------------------- | ------------------ | ------------------- | ------------------ | ------------------ | ----------------- | ----------------- | ---------------------- | ----------------- | ------------------ | ----------------- | ------------ |
| 1                    | Jacques Laffite          | Francia     | Écurie Elf               | Martini       | BMW      | 9                     | 9                      | -                   | 9                   | 9                  | 9                   | -                  | -                  | -                 | 9                 | -                      | -                 | -                  | 9                 | 63           |
| 2                    | Patrick Tambay           | Francia     | Team March               | March         | BMW      | -                     | 6                      | -                   | 6                   | -                  | -                   | -                  | 6                  | -                 | -                 | 3                      | 6                 | 9                  | -                 | 36           |
|                      | Michel Leclère           | Francia     | Team March               | March         | BMW      | -                     | -                      | -                   | -                   | 3                  | -                   | -                  | 9                  | -                 | -                 | 9                      | 9                 | 6                  | -                 | 36           |
| 4                    | Gérard Larrousse         | Francia     | Équipe Elf Switzerland   | Elf-Alpine    | BMW      | -                     | -                      | 9                   | -                   | 4                  | -                   | -                  | -                  | -                 | 6                 |                        |                   |                    |                   | 27           |
| 4                    | Gérard Larrousse         | Francia     | Équipe Elf Switzerland   | Elf-Jabouille | BMW      |                       |                        |                     |                     |                    |                     |                    |                    |                   |                   | 6                      | -                 | -                  | 2                 | 27           |
| 5                    | Jean-Pierre Jabouille    | Francia     | Équipe Elf Switzerland   | Elf-Jabouille | BMW      | -                     | 2                      | -                   | 3                   | 6                  | -                   | 9                  | -                  | -                 | -                 | -                      | -                 | 4                  | -                 | 24           |
|                      | Maurizio Flammini        | Italia      | Trivellato Racing        | March         | BMW      | -                     | -                      | -                   | -                   | -                  | 4                   | 1                  | -                  | 9                 | -                 | -                      | 4                 | -                  | 6                 | 24           |
| 7                    | Claude Bourgoignie       | Belgio      | Team Vaillant            | March         | BMW      | -                     | -                      | 2                   | -                   | 1                  | 6                   | 3                  | 4                  | -                 | -                 | -                      | -                 | -                  | -                 | 16           |
|                      | Giorgio Francia          | Italia      | Osella Corse             | Osella Corse  | BMW      | 3                     | -                      | 3                   | 1                   | -                  | 2                   | 2                  | -                  | -                 | 3                 | -                      | 2                 | -                  | -                 | 16           |
| 9                    | Alessandro Pesenti-Rossi | Italia      | corridore privato        | March         | BMW      | -                     | -                      | 1                   | -                   | -                  | -                   | -                  | -                  | 6                 | 1                 | -                      | -                 | 2                  | 4                 | 14           |
| 10                   | Gabriele Serblin         | Italia      | Elba Racing              | March         | BMW      | -                     | -                      | -                   | -                   | -                  | -                   | 4                  | 1                  | -                 | 4                 | 2                      | -                 | -                  | -                 | 11           |
| 11                   | Duilio Truffo            | Italia      | Osella Corse             | Osella        | BMW      | 2                     | 1                      | -                   | -                   | 2                  | 1                   | -                  | -                  | 2                 | 2                 | -                      | -                 | -                  | -                 | 10           |
|                      | Brian Henton             | Regno Unito | corridore privato        | March         | Cosworth | -                     | -                      | 6                   | -                   | -                  | -                   | -                  | -                  | -                 | -                 |                        |                   |                    |                   | 10           |
| Wheatcroft Racing    | Brian Henton             | Regno Unito | Wheatcroft-Pilbeam       | Cosworth      |          |                       |                        |                     |                     |                    |                     |                    |                    |                   | 4                 | -                      | -                 | -                  |                   | 10           |
| 13                   | Hans Binder              | Austria     | Team Eurorace            | March         | BMW      | -                     | -                      | -                   | -                   | -                  | -                   | 6                  | -                  | -                 | -                 | -                      |                   |                    |                   | 9            |
| 13                   | Hans Binder              | Austria     | corridore privato        | Chevron       | BMW      |                       |                        |                     |                     |                    |                     |                    |                    |                   |                   |                        | 3                 | -                  | -                 | 9            |
|                      | Giancarlo Martini        | Italia      | Scuderia del Passatore   | March         | BMW      | 1                     | 4                      | -                   | -                   | -                  | -                   | -                  | -                  | -                 | -                 | 1                      | -                 | -                  | 3                 | 9            |
| 15                   | Loris Kessel             | Svizzera    | Ambrosium Racing         | March         | BMW      | -                     | -                      | 4                   | -                   | -                  | 3                   | -                  | -                  | -                 | -                 | -                      | -                 | -                  | -                 | 7            |
| 16                   | Jo Vonlanthen            | Svizzera    | Brissago Blauband Racing | March         | BMW      | 6                     | -                      | -                   | -                   | -                  | -                   | -                  | -                  | -                 | -                 | -                      | -                 | -                  | -                 | 6            |
|                      | Jean-Pierre Jaussaud     | Francia     | Opert Racing             | March         | Cosworth | -                     | -                      | -                   | -                   | -                  | -                   | -                  | 3                  | -                 | -                 | -                      | -                 |                    |                   | 6            |
| Project Three Racing | Jean-Pierre Jaussaud     | Francia     | March                    | BMW           |          |                       |                        |                     |                     |                    |                     |                    |                    |                   |                   |                        | 3                 | -                  |                   | 6            |
| 18                   | Lamberto Leoni           | Italia      | Scuderia del Passatore   | March         | BMW      | 4                     | -                      | -                   | -                   | -                  | -                   | -                  | -                  | -                 | -                 | -                      | -                 | -                  | -                 | 4            |
|                      | Harald Ertl              | Austria     | Opert Racing             | Chevron       | BMW      | -                     | -                      | -                   | 4                   | -                  | -                   | -                  | -                  | -                 | -                 | -                      | -                 | -                  | -                 | 4            |
|                      | Gianfranco Trombetti     | Italia      | Scuderia del Passatore   | March         | BMW      | -                     | -                      | -                   | -                   | -                  | -                   | -                  | -                  | 4                 | -                 | -                      | -                 | -                  | -                 | 4            |
|                      | Carlo Giorgio            | Italia      | Scuderia Jolly Club      | March         | Cosworth | -                     | -                      | -                   | -                   | -                  | -                   | -                  | -                  | 3                 | -                 | -                      | -                 | -                  | 1                 | 4            |
| 22                   | Héctor Rebaque           | Messico     | Opert Racing             | Chevron       | Cosworth | -                     | 3                      | -                   | -                   | -                  | -                   | -                  | -                  | -                 | -                 | -                      | -                 | -                  | -                 | 3            |
|                      | Bernard de Dryver        | Belgio      | Trivellato Racing        | March         | BMW      | -                     | -                      | -                   | -                   | -                  | -                   | -                  | 2                  | 1                 | -                 | -                      | -                 | -                  | -                 | 3            |
| 24                   | Sandro Cinotti           | Italia      | Project Three Racing     | Chevron       | BMW      | -                     | -                      | -                   | 2                   | -                  | -                   | -                  | -                  | -                 | -                 | -                      | -                 | -                  | -                 | 2            |
| 25                   | Ray Mallock              | Regno Unito | Ardmore Racing           | March         | Cosworth | -                     | -                      | -                   | -                   | -                  | -                   | -                  | -                  | -                 | -                 | -                      | 1                 | -                  | -                 | 1            |
|                      | Alberto Colombo          | Italia      | Trivellato Racing        | March         | BMW      | -                     | -                      | -                   | -                   | -                  | -                   | -                  | -                  | -                 | -                 | -                      | -                 | 1                  | -                 | 1            |